# بوروویه (سرزمین آلتای)
بوروویه (به لاتین: Borovoye) یک منطقهٔ مسکونی در روسیه است که در سرزمین آلتای واقع شده‌است.